# Рюка (жанр)
Рюка (ру:ка; яп. 琉歌; рю:ка) — рюкюский поэтический жанр, короткий повествовательный стих, обычно имеющий структуру «8-8-8-6» слогов. Рюки обычно сочиняли на окинавском языке и исполняли под музыку сансина (предок сямисэна).

## История
На острове Окинава среди фольклорных жанров главенствовал оморо длиной от 51 до 75 слогов. В XVI веке от оморо отпали 20—40 слогов, и он трансформировался в рюку («песни Рюкю»). Это может быть знаком влияния Ямато, где произошла аналогичная трансформация. В XVIII веке Якаби Тёки (яп. 屋嘉比朝寄 Якаби Тё:ки, 1716—1775) изобрёл нотную систему для сансина кункунсий, которой рюки тоже стали записывать. Рюка сопровождает придворный танец «Кадзядифу» (яп. かじゃでぃふう).
Вариант на 8-8-8-6 слогов назывался «цуранэ» (яп. 長歌, длинная песня), или «кудоки» (яп. 口説, речитатив), а варианты на 7-7, 7-5, 5-5 и 8-6 слогов именовались совокупно словом «накафу» (яп. 仲風 накафу:)2013. Цуранэ со временем стал основным размером.
Окинавовед Мадзикина Анко в своей книге «Тысяча лет истории Окинавы» (яп. 沖縄一千年史) называл Ёсию Тиру и Онну Набэ двумя столпами поэзии рюка. Ёсия Тиру — поэтесса XVII века, проданная в публичный дом в восьмилетнем возрасте и описывавшая в своих произведениях быт жительниц юкаку, в 18 лет уморила себя голодом. Онна Набэ — поэтесса XVIII века из крестьянской семьи, взявшая название родного села в качестве псевдонима. Другие поэты, отмеченные за работу в этом жанре — Сокэй Тюги, Тамагусуку Тёкун, Ёнабару Рёку, Мотобу Тёкю и Котинда Тёэй.
Рюка продолжает существовать не только на само́й Окинаве, но и в окинавской диаспоре на Гавайях и в Перу.

## Сборники рюка
Записывать и составлять сборники рюка стали довольно поздно; кроме того, многие сборники не датированы. Самое старое собрание рюка — 600-страничное Рюка-хякко (яп. 琉歌百控 рю:ка хякко:), составленное в XVIII веке неизвестным автором. Все приведённые в нём стихи — это песни для исполнения под аккомпанемент сансина.
- 1795—1802 «Рюка-хякко» (яп. 琉歌百控 рю:ка хякко:, «сто рюка»), составитель неизвестен.
- 1897 «Большое собрание рюкюских песен» (яп. 琉球大歌集) — Кобасикава Тёсё (яп. 小橋川朝昇).
- 1900 «О проблемах жанра рюка; манускрипт Тамаямы» (яп. 琉歌疑問録 玉山稿 рю:ка гимонроку тамаямако:) — Онга Тёю (яп. 恩河朝祐著 онга тё:ю:).
- 1900 «Избранные рюкюские песни» (яп. 琉球歌選　玉山稿 рю:кю: ута сэн тамаямако:) — Онга Тёю.
- 1908 «Собрание рюка 45-го года» (яп. 戊申琉歌会 бо:син рю:какай), составитель неизвестен.
- 1911 «Собрание рюка былых времён» (яп. 古今琉歌集 кокон рю:касю:) — Томикава Сэйбоку (яп. 富川盛睦)
- 1912 «Собрание рюка» (яп. 琉歌集－琉歌百控乾柔節流 рю:ка сю: — рю:ка кэндзю:сэцурю:), составитель неизвестен.
- 1917 «Обзор рюка» (яп. 琉歌大観 рю:ка тайкан) — Мадзикина Анко.
- 1938 «Собрание Сасаки» (яп. 佐佐木本琉歌集 сасакибон-рю:касю:), Нобуцуна Сасаки[яп.].
- ? «Собрание рюка» (яп. 琉歌集 рю:касю:), составитель неизвестен.
- ? «Собрание рюка и кудоки» (яп. 琉歌集 附口説集 рю:касю: цукэтарикудокисю:) — Хамагава (яп. 浜川).
- ? «Собрание записей о рюка» (яп. 文書集（琉歌） бунсёсю: рю:ка), составитель неизвестен.